# Gas Money (Popa Chubby)
Gas Money è il secondo album ufficiale di Popa Chubby.

## Tracce
- Show Me
- Every Girl I See
- Angel On My Shoulder
- Rain On My Mind
- Wall-Eyed Woman
- Don't Look Back
- San Catri
- Workin' Class Blues
- Lookin' For One Kiss
- Mind Yo' Stuff